# Leda: The Fantastic Adventure of Yohko
Leda: The Fantastic Adventure of Yohko (яп. 幻夢戦記レダ Гэнму Сэнки Лэда, Леда: Фантастические приключения Ёко) — японский полнометражный OVA-фильм, вышедший на кассетах 1 марта 1985 года. Длительность фильма составляет 75 минут. В 1997 году американская компания The Right Stuf International приобрела права на показ фильма на территории США. Фильм с английским дубляжом был выпущен в США и Канаде. Выпуск фильма на кассетах был возобновлён 27 ноября 2000 года. В 2011 году компания возобновила выпуск фильма в Америке на DVD-дисках. Помимо этого фильм также выпускался на территории Испании и Италии. Сюжет фильма во многом схож с игрой Mugen Senshi Valis, выпущенной в 1986 году.

## Сюжет
Юко Асагири влюблена в молодого человека, но стесняется вступить с ним в контакт. Для этого она вкладывает всю свою душу в сочиненную ей сонату для пианино, чтобы показать свою любовь. Однако во время её выступления, парень слушает музыку в наушниках, Юко сильно печалится, но ничего не говорит. Внезапно Юко попадает в параллельный мир волшебства, где земной мир можно видеть, как отражение в небе. Позже Ёко понимает, что может перемещаться между двумя мирами с помощью музыки на её магнитофоне. Однако в очередной раз её магнитофон крадёт таинственный мужчина, управляющий армией механизированных роботов. Чтобы вернуться обратно в родной мир, Юко приходится взять в руки меч.
Она встречает молодую девушку по имени Юни, та объясняет, что таинственный вор, это никто, как злой владыка Зелл, чей замок парит в воздухе. Зелл использует «силу Леды», чтобы вершить своё зло. А магнитофон, принадлежащий Юко он украл, чтобы открыть портал в земной мир и поработить его. Ёни приводит Юку в свой корабль, способный превращаться в боевого робота и знакомит со своими союзниками. Однако войска Зелла нападают на корабль и уничтожают его, после чего Юко с союзниками и Ёни решают отправиться в сам заком Зелла. Однако Зелл отделяет силовым полем Юку от остальных и пытается сломить девушку, отмечая, что зачем ей спасать земной мир, если она «сбежала от него». 
Зелл захватывает остальных союзников Юко, а сам накладывает сонные чары девушку, чтобы позже использовать её для портала. Ёко снится, что она случайно встречает молодого человека, в которого влюбилась, но в место того, чтобы тихо следить за ним, вступает в разговор, таким образом Юко ломает чары, наложенные Зеллом и спасает друзей. Зелл в ярости нападает на Юко, но та убивает злодея. Замок начинает рушиться и главные герои спасаются бегством. Юко возвращается в земной мир и замечает, что молодой человек, которого она любит — сам берёт инициативу и вступает в разговор с Юкой.

## Роли озвучивали
- Хироми Цуру — Асагири Ёко
- Кэй Томияма — Рингаму
- Тика Сакамото — Ёни
- Сюити Икэда — Зелль
- Махито Цудзимура — Сидзаму
- Наоко Ватанабэ — Омука
- Кодзи Тотани — Солдат А
- Кодзо Сиоя — Солдат Б